# Telegramm für X
Telegramm für X – sześciokrotnie platynowy album niemieckiego piosenkarza i pisarza piosenek Xaviera Naidoo z 2005 roku.

## Lista utworów
1. Und – 4:20
2. Bitte frag’ mich nicht – 5:07
3. Dieser Weg – 4:04
4. Zeilen aus Gold – 5:31
5. Oh My Lady – 5:40
6. Seelenheil – 4:31
7. Wo komm ich her – 4:57
8. Bist du am Leben interessiert (feat. Tone) – 5:56
9. Abgrund – 4:58
10. Bist du aufgewacht – 4:08
11. Sie sind nicht dafür – 4:27
12. In DEINE Hände – 6:10
13. Du bist wie ein Segen – 4:27
14. Was wir alleine nicht schaffen – 3:44
15. Danke – 7:20